# Thabo Nthethe
Thabo Nthethe (* 3. Oktober 1984 in Bloemfontein) ist ein südafrikanischer Fußballspieler.

## Karriere
Nthethe kommt in der Abwehr und im defensiven Mittelfeld zum Einsatz. Zwischen 2006 und 2014 hatte er bei Bloemfontein Celtic gespielt, bevor er nach Pretoria zu den Mamelodi Sundowns wechselte. Mit diesem Verein gewann er unter anderem die CAF Champions League 2016. Zur Saison 2018/19 wechselte er zum Ligakonkurrenten Chippa United FC.
Nthethe ist mehrmaliger südafrikanischer Fußballnationalspieler. Sein Debüt gab er am 13. Oktober 2009 im Freundschaftsspiel gegen Island, als er in der 72. Minute für Siboniso Gaxa eingewechselt wurde. Sein bislang einziges Länderspieltor erzielte Nthethe beim 3:0-Sieg über Swasiland. Sein bislang letztes Länderspiel absolvierte er am 26. Mai 2014 gegen Australien. Seitdem wurde er nicht mehr berücksichtigt.